# Hydrorybina polusalis
Hydrorybina polusalis là một loài bướm đêm trong họ Crambidae.